# Турсунов, Хуршиджон Зоирович
Хуршиджон Зоир угли Турсунов  (узб. Khurshidjon Tursunov Zoir o'gli; род. 5 августа 1994, Навои) — узбекистанский пловец. Участник Летних Олимпийских игр 2020. Бронзовый призёр Летних Азиатских игр 2014.

## Биография
Он участвовал в заплыве на 100 метров вольным стилем среди мужчин на чемпионате мира по водным видам спорта в 2017 году. В 2019 году он должен был представлять Узбекистан на чемпионате мира по водным видам спорта в Кванджу, в заплывах на 50 метров вольным стилем и на 100 метров вольным стилем среди мужчин, но в обоих случаях не участвовал.
В 2021 году принял участие в Олимпиаде в Токио, но не прошёл в финал соревнований.